# 1964-es cannes-i filmfesztivál
A 17. Cannes-i Nemzetközi Filmfesztivál 1964. április 29. és május 14. között került megrendezésre, Fritz Lang német filmrendező elnökletével. A versenyben 25 nagyjátékfilm és 22 rövidfilm vett részt. A Kritikusok Hete szekcióban 9 alkotást, míg versenyen kívül 3 filmet mutattak be.
1964. mérföldkő a fesztivál történetében, mivel Fritz Lang személyében első alkalommal tölthette be a zsűri elnöki tisztet nem francia művész. Az ez évben ismét Nagydíjra visszakeresztelt arany pálmaágat egy rendkívül népszerű „dalban elmesélt alkotás”, Jacques Demy Cherbourgi esernyők című zenés filmje kapta. A zsűri külön díját nyerte el az Abe Kóbó nagy sikerű regényéből készült japán versenyfilm, A homok asszonya, amelynek sikerült kivívnia mind a filmkritikusok, mind a közönség elismerését. François Truffaut A bársonyos bőr című filmje ugyanakkor elmaradt a várakozásoktól, ráadásul az alkotót azzal vádolták meg, hogy elárulta az új hullámot. Truffaut megsértődött és kijelentette: többé be nem teszi a lábát Cannes-ba.
A fesztivált egyértelműen a női sztárok uralták. Az aktuális filmcsillag a Cherbourgi esernyők főszerepében felfedezett Catherine Deneuve. Nővére, Françoise Dorléac – A bársonyos bőr főszereplőjeként – ugyancsak ott volt Cannes-ban. E tényt a sajtó a két nővér egyfajta rivalizálásaként tálalta; a szembeállításban Catherine volt a csendes, szerény, elbűvölő, míg Françoise a szertelen, nagyhangú, utálatos személyiség. Mellettük olyan színésznők sorakoztak, mint Anouk Aimée, Anne Bancroft vagy Jayne Mansfield.
A már ismertebb sztárok közül kiemelkedett Lino Ventura és Jean-Paul Belmondo (Cent mille dollars au soleil), Ugo Tognazzi és Annie Girardot (Egy rendkívüli nő), Stefania Sandrelli és Saro Urzi (Elcsábítva és elhagyatva), Anthony Quinn és Ingrid Bergman (Az öreg hölgy látogatása) és Sophia Loren, aki A Római Birodalom bukása nyitógálán való vetítésére érkezve a nizzai repülőtérre, nem volt hajlandó felszállni az alkalomhoz illő négylovas harci szekérre.
A Kritikusok Hete szekcióban két – később kiemelkedő pályát befutott – filmrendező is bemutatkozott: az olasz Bernardo Bertolucci és a csehszlovák Věra Chytilová.
A magyar filmművészetet a versenyben Ranódy László Pacsirta című filmje képviselte Törőcsik Marival, Páger Antallal, Tolnay Klárival és Latinovits Zoltánnal a főbb szerepekben.
Páger Antal színészi játékát a zsűri a legjobb férfi alakítás díjával ismerte el.
A kisfilmek versenyében két alkotás indult: Macskássy Gyula és Várnai György – UNESCO-rendelésre készített – 1,2,3…Számok története című színes animációs filmje, valamint Novák Márk filmetűdje, a Kedd.
Még egy apró magyar vonatkozás: az Egy krumpli, két krumpli című amerikai filmet a magyar származású Andrew László fotografálta.

## Zsűri
Elnök: Fritz Lang, filmrendező –  NSZK

### Versenyprogram
- Alexandr Karaganov filmkritikus –  Szovjetunió
- Arthur Schlesinger Jr. filmproducer –  Amerikai Egyesült Államok
- Charles Boyer színész –  Franciaország
- Geneviève Page színésznő –  Franciaország
- Jean-Jacques Gautier újságíró –  Franciaország
- Joaquín Calvo Sotelo író –  Spanyolország
- Lorens Marmstedt filmproducer –  Svédország
- Raoul Ploquin filmproducer –  Franciaország
- René Clément filmrendező –  Franciaország
- Véra Volman újságíró –  Franciaország

### Rövidfilmek
- Alex Seiler, filmrendező –  Svájc
- Herbert Seggelke, filmrendező –  NSZK
- Jean-Jacques Languepin, operatőr –  Franciaország
- Jiří Brdecka, forgatókönyvíró, rendező –  Csehszlovákia
- Robert Menegoz, filmrendező –  Franciaország

## Hivatalos válogatás

### Nagyjátékfilmek versenye
- Cent mille dollars au soleil (Százmillió dollár a napon)[3] – rendező: Henri Verneuil
- Der Besuch (Az öreg hölgy látogatása) – rendező: Bernhard Wicki
- Deus o diabo na terra do sol (Isten és Ördög a Nap földjén) – rendező: Glauber Rocha
- Die Tote von Beverly Hills – rendező: Michael Pfleghar
- El Leila el akhira – rendező: Kamal El Sheikh
- Ja sagaju po Moszkve (Moszkvai séta) – rendező: Georgij Danyelija
- Krik (Sikoly) – rendező: Jaromil Jires
- Kvarteret Korpen (Hollónegyed) – rendező: Bo Widerberg
- La donna scimmia (Egy rendkívüli nő) – rendező: Marco Ferreri[4]
- La niña de luto – rendező: Manuel Summers
- La peau douce (A bársonyos bőr) – rendező: François Truffaut
- Les parapluies de Cherbourg (Cherbourgi esernyők) – rendező: Jacques Demy
- Mujhe Jeene Do – rendező: Moni Bhattacharjee
- One Potato – Two Potato (Egy krumpli, két krumpli) – rendező: Larry Pierce
- Pacsirta – rendező: Ranódy László
- Pasazerka (Egy nő a hajón) – rendező: Andrzej Munk
- Primero yo – rendező: Fernando Ayala
- Sedotta e abbandonata (Elcsábítva és elhagyatva) – rendező: Pietro Germi
- Szuna no onna (A homok asszonya) – rendező: Tesigahara Hirosi
- Ta kokkina fanaria – rendező: Vassilis Georgiadis
- Taiheijo hitori-botcsi – rendező: Icsikava Kon
- Tetri karavani – rendező: Tamaz Meliava és Eldar Sengelaja
- The Pumpkin Eater (Tökmagevő) – rendező: Jack Clayton
- The World of Henry Orient (The World of Henry Orient) – rendező: George Roy Hill
- Vidas secas (Aszály) – rendező: Nelson Pereira dos Santos

### Nagyjátékfilmek versenyen kívül
- Le voci bianche – rendező: Massimo Franciosa, Pasquale Festa Campanile
- Skopje 1963 – rendező: Veljko Bulajić
- The Fall of the Roman Empire (A Római Birodalom bukása)[3] – rendező: Anthony Mann

### Rövidfilmek versenye
- 1,2,3…Számok története – rendező: Macskássy Gyula és Várnai György
- Age of the Buffalo – rendező: Austin Campbell
- Clair obscur – rendező: George Sluizer
- Dawn of the Capricorne – rendező: Ahmad Faroughy-Kadjar
- Flora nese smrt – rendező: Jiří Papousek
- Help! My Snowman's Burning Down – rendező: Carson Davidson
- Himalayan Lakes – rendező: Dr. Gopal Datt
- Kedd – rendező: Novák Márk
- La crimae rerum – rendező: Nicolas Nicolaides
- La douceur du village – rendező: François Reichenbach
- La fuite en Égypte – rendező: Wali Eddine Sameh
- Lamb – rendező: Paulin Soumanou Vieyra
- Las murallas de Cartagena – rendező: Francisco Norden
- Le prix de la victoire – rendező: Sibuja Nobuko
- Li mali mestieri – rendező: Gianfranco Mingozzi
- Madju oblacima – rendező: Dragan Mitrovic
- Marines flamandes – rendező: Lucien Deroisy
- Max Ernst – Entdeckungfahrten ins Unbewusste – rendező: Peter Schamoni és Carl Lamb
- Memoria trandafirului (Memoria trandafirului)[3] – rendező: Sergiu Nicolaescu
- Sillages – rendező: Serge Roullet
- The Peaches (Barackok) – rendező: Michael Gill
- The Raisin Salesman – rendező: William Melendez

## Párhuzamos rendezvény

### Kritikusok Hete
- Die parallelstrasse – rendező: Ferdinand Khittl
- Goldstein – rendező: Philip Kaufman és Benjamin Manaster
- La herencia – rendező: Ricardo Alventosa
- La vie à l’envers – rendező: Alain Jessua
- O něčem jiném (Éva és Vera)[3] – rendező: Věra Chytilová
- Point of Order – rendező: Emile de Antonio
- Postava k podrírání (Postava k podpírání) – rendező: Pavel Jurácek és Jan Schmidt
- Prima della rivulozione (Forradalom előtt) – rendező: Bernardo Bertolucci
- Shabe ghuzi – rendező: Farrogh Gaffary

## Díjak

### Nagyjátékfilmek
- Nagydíj: Les parapluies de Cherbourg (Cherbourgi esernyők)[3] – rendező: Jacques Demy
- A zsűri különdíja: Szuna no onna (A homok asszonya) – rendező: Tesigahara Hirosi
- Legjobb női alakítás díja:
  - Anne Bancroft – The Pumpkin Eater (Tökmagevő) – rendező: Jack Clayton
  - Barbara Barrie – One Potato – Two Potato (Egy krumpli, két krumpli)
- Legjobb férfi alakítás díja:
  - Páger Antal – Pacsirta
  - Saro Urzi – Sedotta e abbandonata (Elcsábítva és elhagyatva)
- FIPRESCI-díj: Pasazerka (Egy nő a hajón) – rendező: Andrzej Munk
- Technikai nagydíj:[5]
  - Les parapluies de Cherbourg (Cherbourgi esernyők) – rendező: Jacques Demy
  - Die Tote von Beverly Hills – rendező: Michael Pfleghar
- Tisztelet kifejezése: Pasazerka (Egy nő a hajón) – rendező: Andrzej Munk
- OCIC-díj:
  - Les parapluies de Cherbourg (Cherbourgi esernyők) – rendező: Jacques Demy
  - Vidas secas (Aszály) – rendező: Nelson Pereira dos Santos

### Rövidfilmek
- Nagydíj (rövidfilm):
  - La douceur du village – rendező: François Reichenbach
  - Le prix de la victoire – rendező: Sibuja Nobuko
- A zsűri különdíja (rövidfilm):
  - Help! My Snowman's Burning Down – rendező: Carson Davidson
  - Sillages – rendező: Serge Roullet
- Technikai nagydíj:[5] Dawn of the Capricorne – rendező: Ahmad Faroughy-Kadjar